# 어플라이드매니지먼트오브아츠
어플라이드매니지먼트오브아츠(Applied Management of Arts Co., Ltd., AMA)는 대한민국 서울에 본사를 둔 사모펀드 운용사로, 문화·예술, 소비재 및 관련 기술 분야의 기업을 대상으로 한 경영권 인수(Buyout)를 전문으로 하고 있다.

## 개요
AMA는 창의성 및 인적 자본을 핵심 가치로 하는 산업군을 대상으로 계량적 분석과 수리 기반의 가치 동인 평가 기법을 접목하며 대체투자 시장에서 차별화된 전략을 전개하고 있다. 재무적 투자자로서의 단기적인 자본 투하에 그치지 않고, 인수한 기업 내 다양한 유형의 생산 내지는 창조 활동에 대한 모델링을 수행하고 이를 기업의 전사적 자원 관리 시스템에 통합시킴으로써, 대상 기업 고유의 창의성과 인적 자본을 체계적으로 관리·활용하는 방식이다. 이는 기존에 제조업, 인프라 산업, 일부 데이터 기반 기술기업에 한정되어 사용되던 경영 최적화 기법을, 무형 가치 요소들이 기업 성과의 핵심 동인으로 작용하는 산업군으로 확장하려는 시도로 평가된다.

## 투자전략
AMA는 전략적 지주사 구조(Strategic Holding Structure) 방식의 투자를 선호하며, 이로써 초장기간에 걸쳐 투자대상회사와 전략적·사업적 파트너쉽 관계를 구축한다. 또한, AMA는 창립자와 기존 경영진의 자율성을 보장하는 방향으로 거래를 설계하는 것으로 알려져 있으며, 예술가·디자이너·엔지니어·작가·운동선수·기획자 등으로 구성되어 있을 대상기업의 창립주들이 본연의 창조적 역량에 집중할 수 있도록 하는 환경 조성을 그 투자 철학의 핵심으로 삼고 있다.
AMA 주요 투자 분야:
| Consumer Goods & Prestige Brands       | - Fast-Moving Consumer Goods - Luxury Goods - Fashion & Beauty - Retail            |
| Cultural & Media Industries            | - Film & Entertainment - Design - Sports - Gaming & Interactive Media              |
| Fundamental Arts & Creative Industries | - Visual Arts - Performing Arts - Music - Literature & Publishing                  |
| Related Advanced Technologies          | - Design & Architecture Tech - Media Tech - Fashion & Beauty Tech - Sports Science |

## 기업철학
- Core Statement: "AMA is not just capital—we architect enduring value."
- Core Principles: Judgement, Alignment, and Fundamental Growth